# Prato Centrale
Prato Centrale (włoski: Stazione di Prato Centrale) – stacja kolejowa w Prato, w regionie Toskania, we Włoszech. Stacja znajduje się na linii Florencja-Bolonia i Florencja-Prato-Pistoia-Lukka-Viareggio, na których znajdują się również dwie inne stacji, Prato Porta al Serraglio i nowa stacja Prato Borgonuovo.
Stacja jest węzłem dla pociągów ekspresowych, InterCity, EuroCity, EuroNight i Eurostar. Znajdują się tu 4 perony i 7 krawędzi peronowych, połączonych przejściem podziemnym. Dworzec jest przystosowany do obsługi osób niepełnosprawnych.

## Galeria

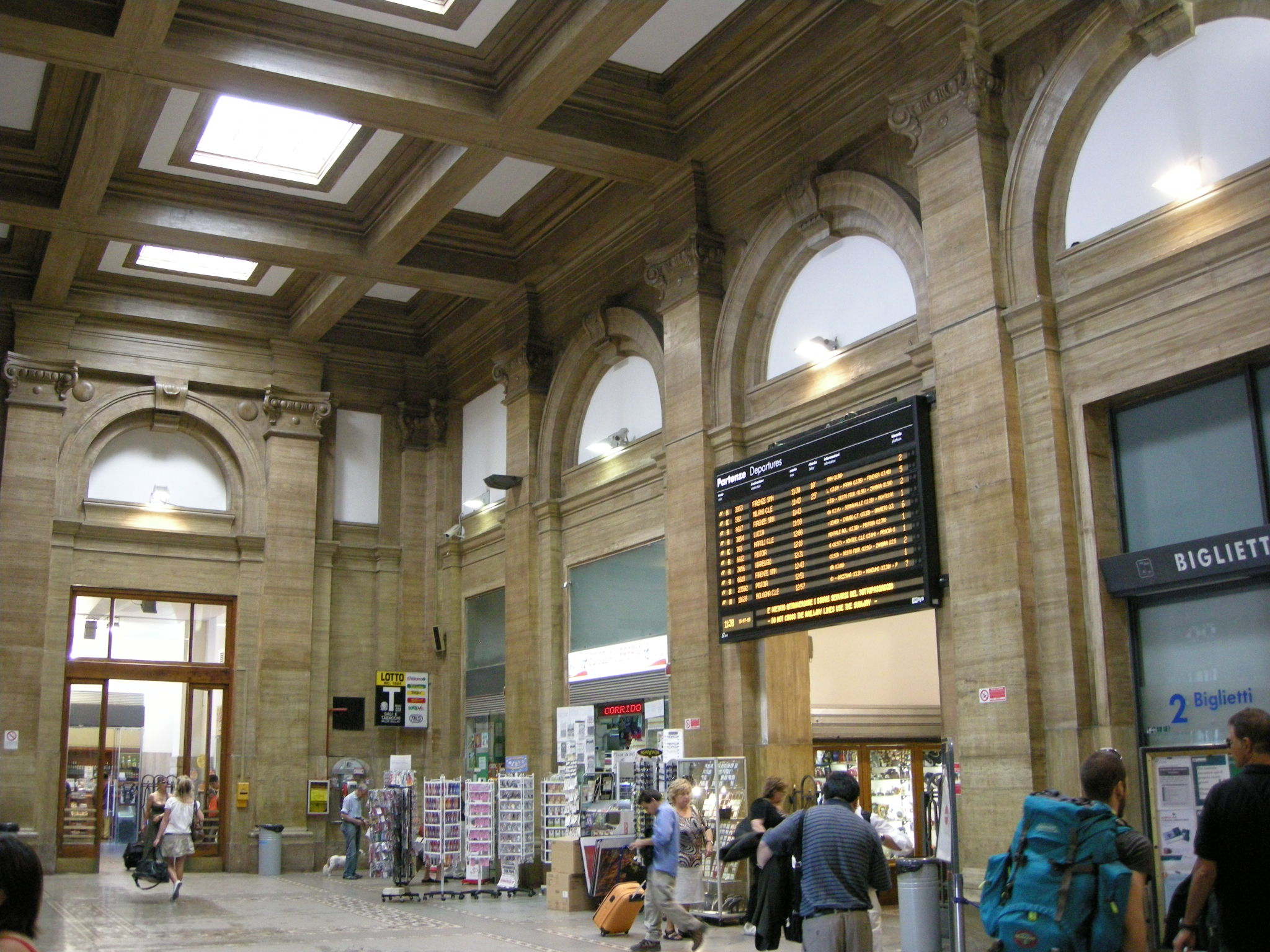
Atrium wewnątrz dworca
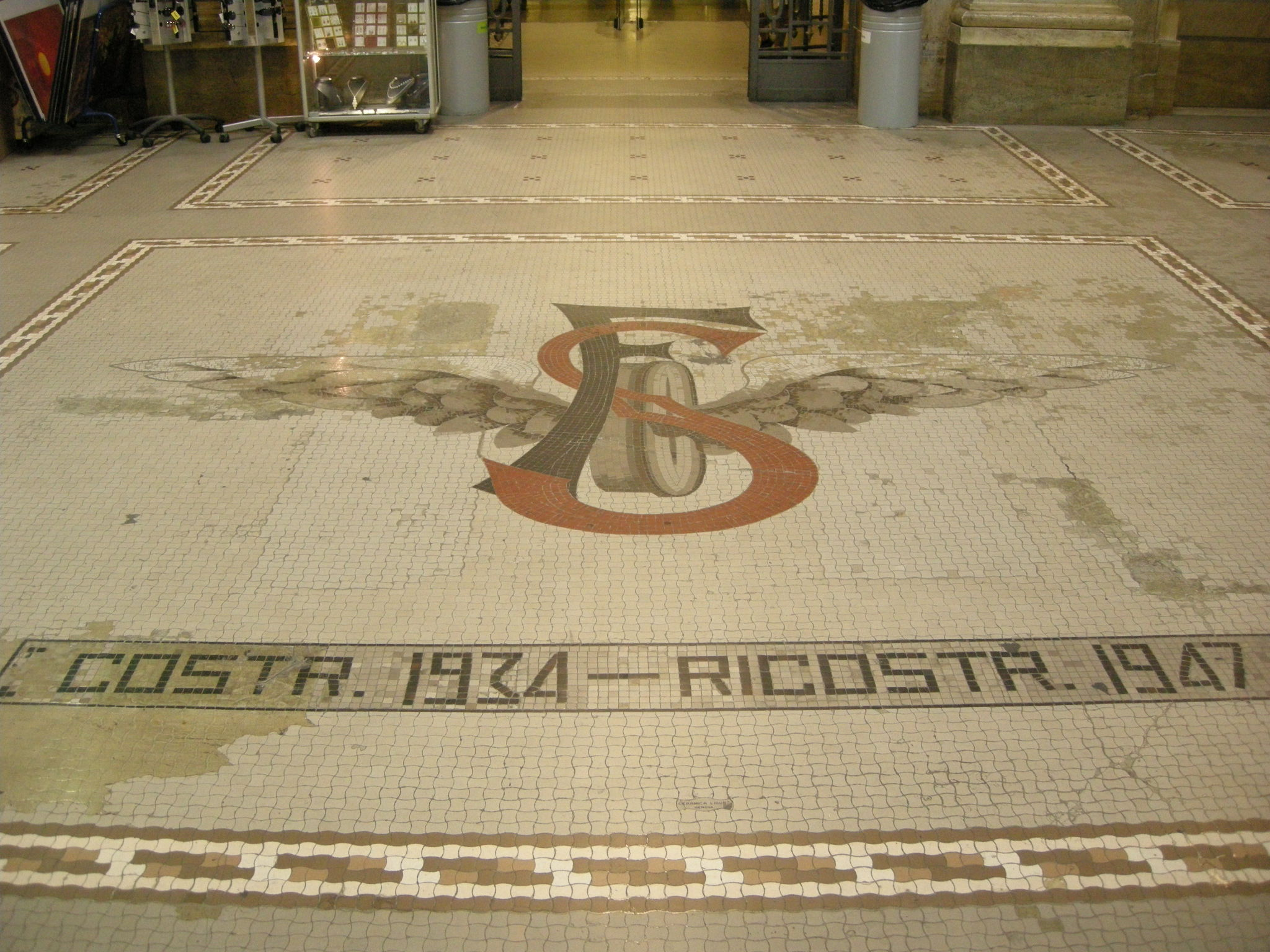
Mozaika na podłodze
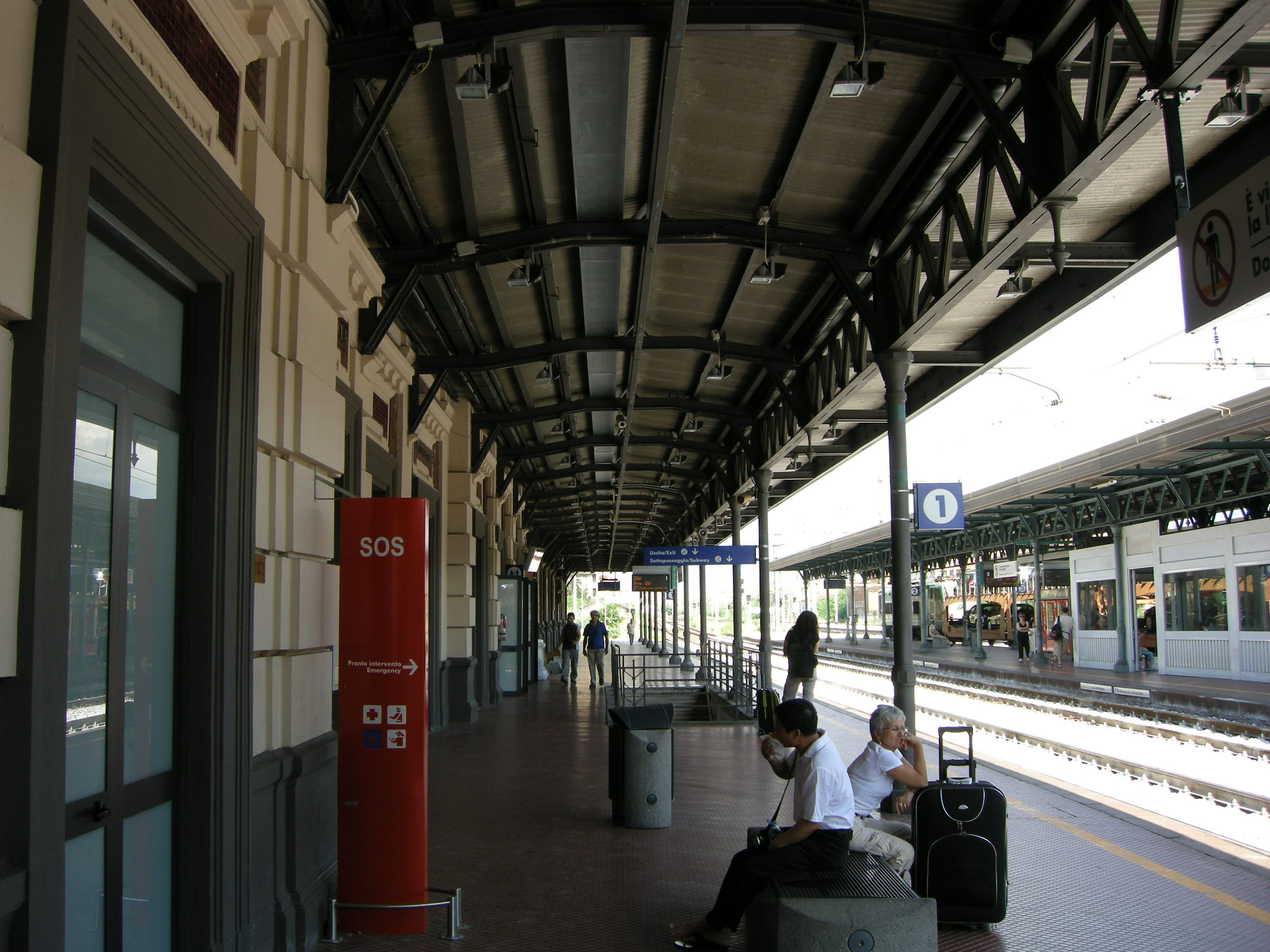
Peron
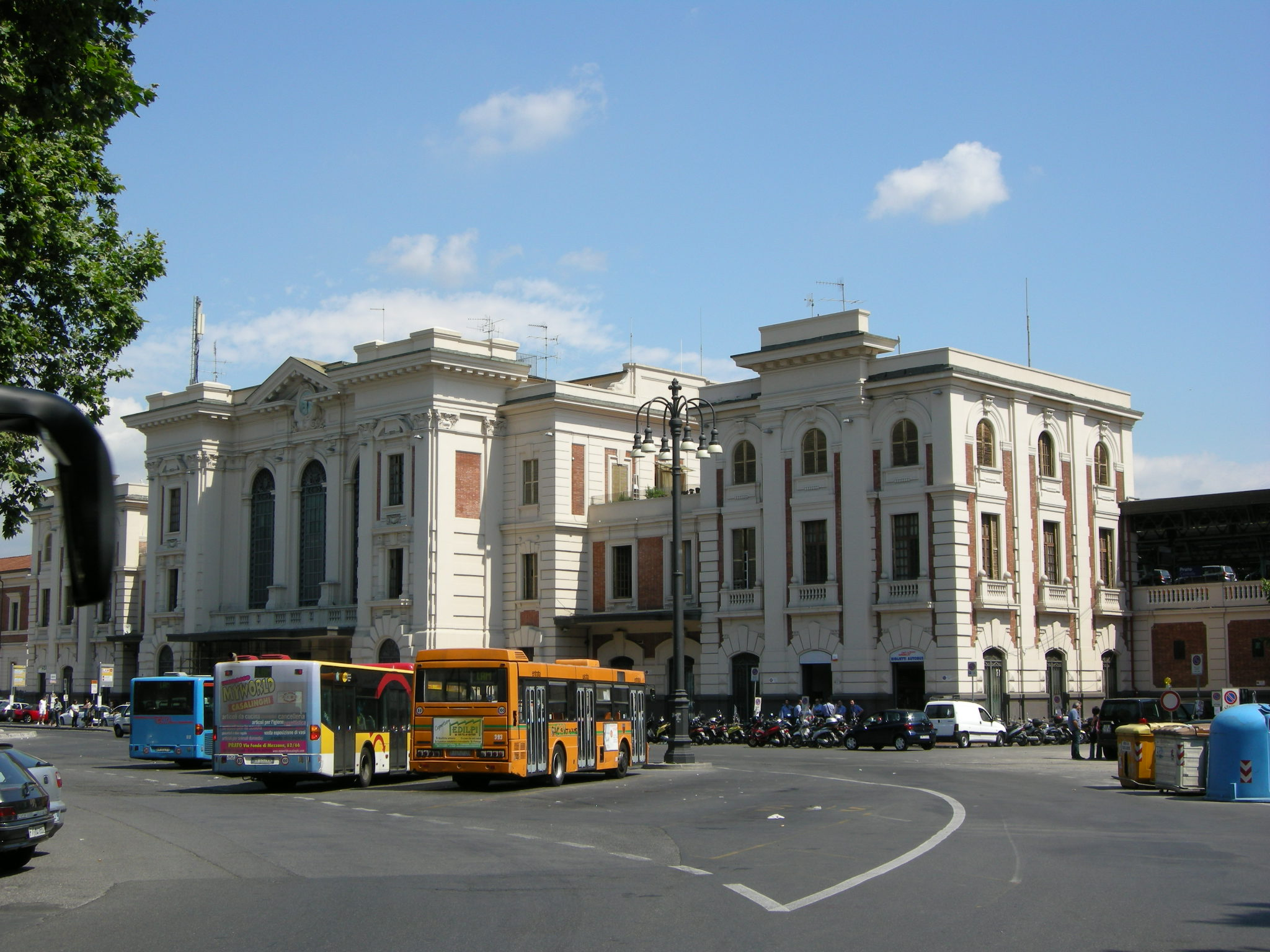
Plac dworcowy